# Jason Aaron
Jason Aaron (* 28. ledna 1973, Jasper, Alabama) je americký komiksový scenárista. Proslul zejména svými autorskými komiksy Skalpy a Southern Bastards. Tyto série mu dopomohly ke kontraktům na superhrdinské komiksy od DC a Marvelu. Byl prominentním autorem během relaunche Marvelu z Marvel NOW! na All-New, All-Different Marvel (2012–2016). U Marvelu začínal na sériích jako byly Wolverine, PunisherMAX nebo Ghost Rider. A posléze mu byly nabídnuti i superhrdinové Thor a Doctor Strange. Současně se u Marvelu věnoval i restartu komiksové série Star Wars.

## Česky vydané komiksy
V Česku vydávají komiksy Aarona nakladatelstí CREW a Hachette Fascicoli.

### Sešity
- 2013–2014 – Skalpy #1–5 (vydáno v Crew2 #36–40), (Scalped #1–5, 2007).

- Star Wars (Vol. 2):
  - 2015 – Star Wars: Skywalker útočí, část 1 až 6, (vydáno v Star Wars Magazín #3–7/2015), (Star Wars vol. 2 #1–6, 2015).
  - 2016 – Star Wars: Z deníku starého Bena Kenobiho – Poslední svého druhu, (vydáno v Star Wars Magazín #2/2016), (Star Wars vol. 2 #7, 2015).
  - 2016 – Star Wars: Zúčtování na pašeráckém měsíci, část 1 až 5 (vydáno v Star Wars Magazín #2–4/2016), (Star Wars vol. 2 #8–12, 2015).
  - 2017 – Star Wars: Vader sestřelen (část 1 až 6) a V utajení (část 1 až 3), (vydáno v Star Wars Magazín #2–5/2017), (Star Wars vol. 2 #13–14, Star Wars: Vader Down #1 a Darth Vader #13–15, 2015–2016).
  - 2017 – Star Wars: Z deníku starého Bena Kenobiho – Tajná pomoc, (vydáno v Star Wars Magazín #6/2017), (Star Wars vol. 2 #15, 2016)
  - 2017–18 – Star Wars: Věznice povstalců (část 1 až 4), (vydáno v Star Wars Magazín #6/2017–#2/2018), (Star Wars vol. 2 #16–19, 2016)
  - 2018 – Star Wars: Z deníku starého Bena Kenobiho – Jabbova pomsta, (vydáno v Star Wars Magazín #2/2018), (Star Wars vol. 2 #20, 2016)
  - 2018 – Star Wars: Poslední let Harbingeru (část 1 až 5), (vydáno v Star Wars Magazín #3/2018–#5/2018), (Star Wars vol. 2 #21–25, 2016)
  - 2018 – Star Wars: Huttský kontraband, (vydáno v Star Wars Magazín #5/2018), (Star Wars vol. 2 #35, 2017)
  - 2018 – Star Wars: Pomsta astromecha a Chlouba Impéria, (vydáno v Star Wars Magazín #6/2018), (Star Wars vol. 2 #36–37, 2017)

### Knihy
- Skalpy (2014–2019):
  - 2014 – Skalpy 1: Země Indiánů, (Scalped #1–5, 2007)
  - 2015 – Skalpy 2: Kasino v rytmu boogie, (Scalped #6–11, 2007–2008)
  - 2015 – Skalpy 3: Mrtvé matky, (Scalped #12–18, 2008)
  - 2016 – Skalpy 4: Hryzání ve vnitřnostech, (Scalped #19–24, 2008–09)
  - 2016 – Skalpy 5: Úplně sám, (Scalped #25–29, 2009)
  - 2017 – Skalpy 6: Hlodání, (Scalped #30–34, 2010)
  - 2017 – Skalpy 7: Rezervace v rytmu blues, (Scalped #35–42, 2010–11)
  - 2018 – Skalpy 8: Abys byl spasen, musíš hřešit, (Scalped #43–49, 2011)
  - 2018 – Skalpy 9: Zatni pěsti, (Scalped #50–55, 2011–12)
  - 2019 – Skalpy 10: Konec cesty, (Scalped #56–60, 2012)

- Superhrdinské:
  - 2015 – Nejmocnější hrdinové Marvelu #003: Wolverine, (Wolverine vol. 3 #62–65, 2008).
  - 2015 – Ultimátní komiksový komplet #76 – X-Men: Schizma, (X-Men: Schism #1–5, Generation Hope #10–11 a X-Men: Regenesis #1, 2011).
  - 2017 – Nejmocnější hrdinové Marvelu #022: Black Panther, (Black Panther (Vol. 4) #39–41, 2008)

- Doctor Strange:
  - 2018 – Doctor Strange 1: Cesta podivných, (Doctor Strange Vol. 4 #1–5, 2015–16)
  - 2018 – Doctor Strange 2: Poslední dny magie, (Doctor Strange Vol. 4 #6–10 a Doctor Strange: Last Days of Magic #1, 2016)
  - 2019 – Doctor Strange 3: Krev v Éteru, (Doctor Strange Vol. 4 #11–16, 2016–17)
  - 2019 – Doctor Strange 4: Mr. Misery, (Doctor Strange Vol. 4 #17–20, 2017)

- Punisher MAX:
  - 2018 – Punisher MAX 1: Kingpin, (Punisher MAX Vol. 1 #1–5, 2009–10)
  - 2019 – Punisher MAX 2: Bullseye, (Punisher MAX Vol. 1 #6–11, 2010–11)
  - 2019 – Punisher MAX: Vánoce na odstřel, (různí autoři, pouze one-shot Punisher MAX: X-Mas Special #1, 2009)
  - 2020 – Punisher MAX 3: Frank, (Punisher MAX Vol. 1 #12–16, 2011)
  - 2020 – Punisher MAX 4: Bez domova, (Punisher MAX Vol. 1 #17–22, 2011–12)

- Avengers:
  - 2019 – Avengers 1: Poslední návštěva, (Avengers Vol. 8 #1–6 a Free Comic Book Day 2018 (Avengers/Captain America), 2018)
  - 2019 – Avengers 2: Světové turné, (Avengers Vol. 8 #7–12, 2018–19)
  - 2020 – Avengers 3: Válka upírů, (Avengers Vol. 8 #13–17, 2019)
  - 2020 – Avengers 4: Na pokraji Války říší, (Avengers Vol. 8 #18–21 a Free Comic Book Day 2019 (Avengers/Savage Avengers), 2019)
  - 2021 – Avengers 5: Souboj Ghost Riderů, (Avengers Vol. 8 #22–25, 2019)
  - 2021 – Avengers 6: Znovuzrození Starbrandu, (Avengers Vol. 8 #26–30, 2019–20)
  - 2022 – Avengers 7: Khonshuova éra, (Avengers Vol. 8 #31–38, 2020)
  - 2022 – Avengers 8: Do nitra Phoenix, (Avengers Vol. 8 #39–45, 2020)
  - 2023 – Avengers 9: She-Hulk proti světu, (Avengers Vol. 8 #46–50, 2021)
  - 2023 – Avengers 10: Lovci mrtvých, (Avengers Vol. 8 #51–56 a Free Comic Book Day 2021: Avengers/Hulk, 2021; Avengers 1,000,000 B.C., 2022)
  - 2024 – Avengers 11: Nejmocnější hrdinové napříč dějinami, (Avengers Vol. 8 #57–62, 2022)

- Thor:
  - 2019 – Thor 1: Bůh hromu znovuzrozený, (Thor Vol. 5 #1–6, 2018)
  - 2020 – Thor 2: Válka říší se blíží, (Thor Vol. 5 #7–11, 2018–19)
  - 2021 – Válka říší, (War of the Realms #1–6, 2019)
  - 2021 – Thor 3: Konec války, (Thor Vol. 5 #12–16, 2019)
  - 2022 – Thor: Zabiják bohů, (Thor – God of Thunder #1–11, 2012–13)

- Star Wars:
  - 2018 – Star Wars: Skywalker útočí, Zúčtování na pašeráckém měsíci, (Star Wars (Vol. 2) #1–12, 2015)
  - 2019 – Star Wars: Vader sestřelen, Věznice povstalců, (Star Wars (Vol. 2) #13–19, 2016)
  - 2019 – Star Wars: Aphra, Citadela hrůzy, (pouze sešity Star Wars (Vol. 2) #31–32, 2017)

- Barbar Conan:
  - 2020 – Barbar Conan 1: Život a smrt barbara Conana, kniha první, (Conan the Barbarian (Vol. 3) #1–6, 2019)
  - 2021 – Barbar Conan 2: Život a smrt barbara Conana, kniha druhá, (Conan the Barbarian (Vol. 3) #7–12, 2019–20)

- Parchanti z jihu:
  - 2021 – Parchanti z jihu 1: Takový to byl muž, (Southern Bastards #1–4, 2014)
  - 2022 – Parchanti z jihu 2: Za trochu krve, (Southern Bastards #5–8, 2014–15)
  - 2022 – Parchanti z jihu 3: Návrat domů, (Southern Bastards #9–14, 2015–16)
  - 2023 – Parchanti z jihu 4: Zkouška odvahy, (Southern Bastards #15–20, 2016–18)

- Ostatní:
  - 2016 – Muži hněvu, (Men of Wrath #1–5, 2014–15)

### DC Comics / Vertigo
- The Other Side #1–5 (2006)
- Scalped #1–60 (2007–2012)
- Hellblazer #245–246 (2008)
- Joker's Asylum: Penguin (one-shot, 2008)

### Marvel Comics
- Wolverine a X-Men:
  - Wolverine vol. 2 #175 (2002)
  - Wolverine vol. 3 #56, 62–65 a #73–74 (2007, 2008 a 2009)
  - Wolverine: Manifest Destiny #1–4 (2008–2009)
  - Dark X-Men: The Beginning #3 (2009)
  - Wolverine: Weapon X #1–16 (2009–2010)
  - Wolverine vol. 4 #1–20 a vol. 1 #300–304 (2010–2012)
  - X-Force Special: Ain't No Dog (one-shot, 2008)
  - Deadpool #900 (2009)
  - Astonishing Spider-Man & Wolverine #1–6 (2010–2011)
  - X-Men: Schism #1–5 (2011)
  - Wolverine and the X-Men #1–42 (2011–2014)
  - Avengers vs. X-Men #0, 2 a 9 a AvX: VS #1,5 a 6 (2012)
  - A+X #3 "Black Panther + Storm" (2012)
  - Amazing X-Men vol. 2 #1–6 (2013–2014)

- Criminal #2: "My Favorite TV Cops and Movie Tough Guys, Flaws and All" (2008)
- Ghost Rider vol. 4 #20–35 (2008–2009)
- Ghost Riders: Heaven's on Fire #1–6 (2009–2010)
- Black Panther #39–41 (2008)
- The Punisher MAX: X-Mas Special (one-shot, 2009)
- PunisherMAX #1–22 (2009–2012)
- Marvel Assistant-Sized Spectacular #1 (2009)
- Immortal Weapons #1 (2009)
- Avengers vs. Atlas #4 (2010)
- Captain America: Who Won't Wield the Shield? (one-shot, 2010)
- Ultimate Comics: Captain America #1–4 (2011)
- The Incredible Hulk vol. 3 #1–15 (2011–2012)

- Thor a eventy:
  - Thor: God of Thunder #1–25 (2012–2014)
  - Original Sin #1–8 (2014)
  - Thor vol. 4 #1–8 (2014–2015)
  - Thors #1–4 (2015)
  - Weirdworld #1–5 (2015)
  - The Mighty Thor vol. 2 #1–23 (2015–2017)
  - Generations: The Unworthy Thor & The Mighty Thor #1 (2017)
  - Mighty Thor vol. 1 #700–706 (2017–2018)
  - Mighty Thor: At the Gates of Valhalla #1 (2018)
  - Thor vol. 5 #1–16 (2018–2019)
  - War of the Realms #1–6 (2019)
  - War of the Realms Omega #1 (2019)
  - King Thor vol. 1 #1–4 (2019–2020)
  - Valkyrie: Jane Foster vol. 1 #1–10 (2019–2020)
  - King In Black: Return Of The Valkyries #1–4 (2021)
  - The Mighty Valkyries #1–5 (2021)

- Thanos Rising #1–5 (2013)
- Men of Wrath #1–5 (2014–2015)
- Star Wars vol. 2 #1–37 (2015–2017)
- Doctor Strange #1–20 (2015–2017)
- Avengers vol. 8 #1–... (2018–...)
- Conan the Barbarian vol. 3 #1–12 (2019–2020)
- King Conan #1–6 (2021–2022)
- Heroes Reborn #1–7 (2021)
- Heroes Reborn: Heroes Return #1 (2021)
- Avengers Forever #1–... (2021–...)
- Avengers Assemble: Alpha #1 (2022)
- Avengers Assemble: Omega #1 (2023)
- Punisher (Vol. 13) #1–... (2022–...)

### Image Comics
- Southern Bastards #1–20 (2015–2018)
- The Goddamned #1–5 (2015–2016)

### Ostatní
- 24Seven Volume 2 (2007)
- Pilot Season: Ripclaw (2007)
- Friday the 13th: How I Spent My Summer Vacation #1–2 (2007)
- Once Upon a Time at the End of the World #1–... (2022–...)